# 广州碘泡虫
广州碘泡虫（学名：Myxobolus cantonensis）为碘泡科碘泡虫属的动物。在中国，分布于广东等，营寄生生活，寄生在鲫的鳃。